# Romances galeses
Os Três Romances Galeses (Y Tair Rhamant em galês) são três contos associados com o Mabinogion. Eles são versões de contos arturianos que também aparecem na obra de Chrétien de Troyes. Os críticos têm debatido se os Romances Galeses são baseados nos poemas de Chrétien ou se eles derivam de um original em comum. Embora pareça provável que os Romances sobreviventes derivem, direta ou indiretamente, de Chrétien, é provável que por sua vez ele tenha baseado seus contos em fontes mais antigas, de origem céltica. Os Romances foram preservados no Livro Branco de Rhydderch e no Livro Vermelho de Hergest, ambos do século XIV, embora o material seja ao menos tão antigo quanto o de Chrétien.
Os Três Romances Galeses são:
- Owain, ou a Dama da Fonte: que corresponde ao Ivain, o Cavaleiro do Leão de Chrétien;
- Peredur, filho de Efrawg: que corresponde ao Perceval, o Conto do Graal de Chrétien;
- Gereint e Enid: que corresponde ao Erec e Enide de Chrétien.